# Medal Okręgu Świętokrzyskiego ZPAF
Medal Okręgu Świętokrzyskiego ZPAF – polskie wyróżnienie niepaństwowe, uchwalone decyzją Zarządu Okręgu Świętokrzyskiego Związku Polskich Artystów Fotografików w Kielcach, w 1978 roku.

## Historia
Medal Okręgu Świętokrzyskiego ZPAF został uchwalony przez Zarząd nowo powstałego Okręgu Świętokrzyskiego Związku Polskich Artystów Fotografików w 1978 roku. Autorem projektu medalu jest polski rzeźbiarz i plastyk artystycznie związany z Kielecczyzną, specjalizujący się (między innymi) w medalierstwie – Zygmunt Kaczor. Wykonawcą medalu jest Mennica Państwowa w Warszawie. W 1978 wyprodukowano 500 egzemplarzy medalu.
Wyróżnienie w postaci medalu przyznawane przez Zarząd Okręgu Świętokrzyskiego Związku Polskich Artystów Fotografików jest uznaniem stanowiącym gratyfikację dla osób, które swoją pracą na rzecz fotografii oraz fotograficzną twórczością artystyczną – przyczyniły się do rozwoju fotografii oraz sztuki fotograficznej w Polsce. Medal Okręgu Świętokrzyskiego ZPAF stanowi również gratyfikację przyznawaną w konkursach fotograficznych, organizowanych przez Okręg Świętokrzyski ZPAF.

## Opis
Awers medalu przedstawia wizerunek, postać (portret) fotografa z uniesioną lewą ręką, robiącego zdjęcie aparatem skrzynkowym, umieszczonym na statywie. W górnej, centralnej części awersu umieszczono napis: ZWIĄZEK POLSKICH ARTYSTÓW FOTOGRAFIKÓW. Poniżej, pod uniesioną ręką fotografa, w prawej części awersu widnieje napis: OKRĘG ŚWIĘTOKRZYSKI KIELCE 1978. U dołu awersu niewielkimi literami zapisano inicjały autora projektu zk – Zygmunta Kaczora.
Rewers medalu w centralnej części przedstawia kadr, fotografię, obraz z krajobrazem – w górnej części rewersu umieszczono słońce z (biegnącymi) promieniami słonecznymi. W dolnej części rewersu umiejscowiono napis: KIELECKA SZKOŁA KRAJOBRAZU, poniżej wstawiono logo Związku Polskich Artystów Fotografików.
Medal wykonany w kształcie koła – sporządzony z metalu w kolorze brązowym (brąz patynowany).